# 稲川政右エ門 (1739年生)
稲川政右衛門（いながわまさえもん　1739年－1800年）江戸時代中期の大阪府出身初の幕内力士。
最高位は前頭筆頭。藤島部屋所属。
本名・多田屋政右衛門→虎屋政右衛門。
改名歴・稲川政右エ門 → 猪名川 → 稲川政右エ門 → 稲川政右衞門 → 稲川政右エ門 → 伊名川政右エ門 → 稲川政右エ門。

## 経歴
元文4年、大阪府池田市生まれ。没年・寛政12年10月9日（61歳）。

## 戦績
明和6年(1769年)4月に新入幕。
三役に昇進せず、天明4年(1784年)に現役を引退。
生涯戦歴 142勝35敗49休10分12預14無／213出(33場所)
幕内戦歴 91勝23敗49休8分11預12無／145出(23場所)
前頭戦歴 91勝23敗49休8分11預12無／145出(23場所)
十両戦歴 51勝12敗2分1預2無／68出(10場所)